# Дорошенко Гнат Якович
Гнат Якович Дорошенко — український військовий та державний діяч з роду Дорошенків. Був досить близьким до гетьмана Івана Скоропадського, від якого отримав універсали на володіння великими земельними маєтками, кількома селами, млинами, греблями в Сосницькій сотні надалеко від володінь гетьмана Петра Дорошенка, після його заслання — Андрія Дорошенка в останній чверті 17 ст.
Посади: генеральний осавул, ніжинський полковник (наказний).